# 聖塞瓦斯蒂安 (阿拉瓜州)

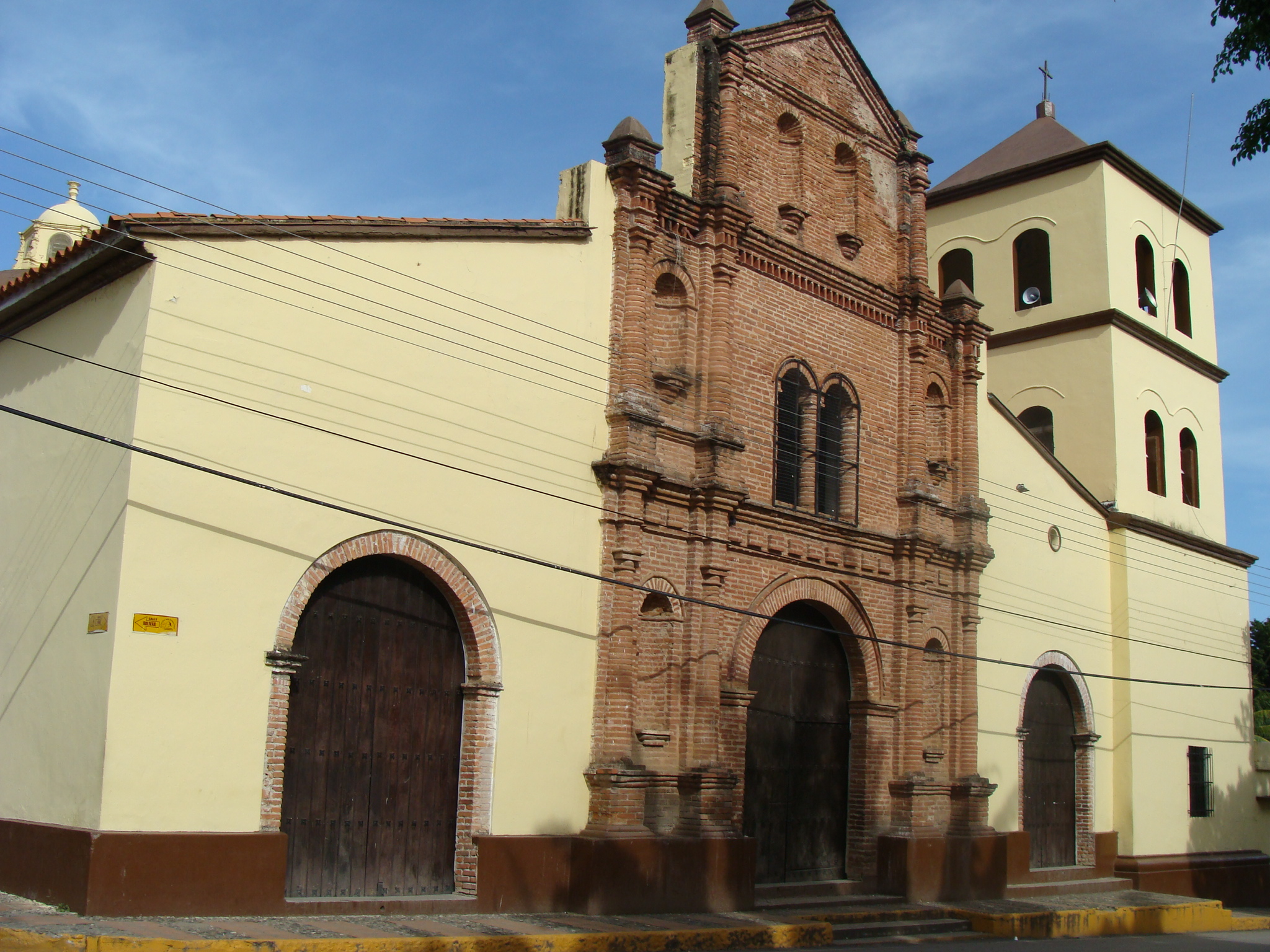

聖塞瓦斯蒂安（西班牙語：San Sebastián de los Reyes），是委內瑞拉的城鎮，位於該國北部阿拉瓜州，處於卡拉卡斯以南100公里，始建於1585年，海拔高度367米，每年平均降雨量約1,530毫米。
9°56′26″N 67°10′9″W / 9.94056°N 67.16917°W